# Nicolás Herrera (religioso)

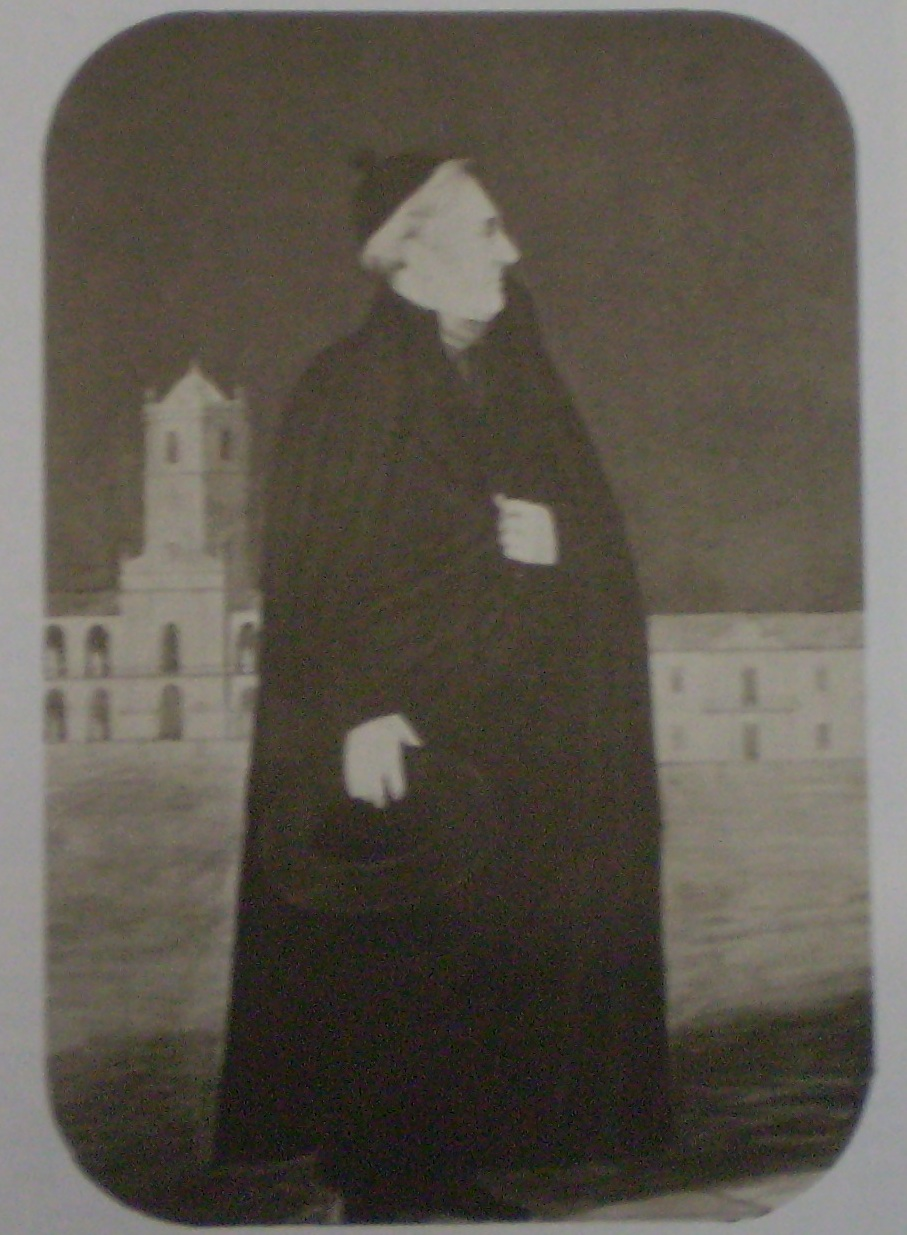
Retrato pintado por Carlos Enrique Pellegrini.

Nicolás Herrera (Buenos Aires, 10 de septiembre de 1773 - íd., 7 de diciembre de 1835) fue un religioso argentino, de importante actuación en la época de la independencia de la Argentina.
Ingresó a la orden de la Merced en 1790. Asistió al cabildo abierto del 22 de mayo de 1810, pronunciándose en contra de la opinión del obispo Benito Lué y en favor de la destitución del virrey Cisneros. Desde entonces fue un entusiasta adherente de la Revolución de Mayo, y se cree que puede haber sido el autor de la petición popular del día 25, en que se mencionaba la lista de los que pocas horas después asumirían como miembros de la Primera Junta.
Tuvo actuación en apoyo al gobierno conocido como el Primer Triunvirato, y poco después fue el depositario de las banderas tomadas por el Ejército del Norte en la Batalla de Tucumán. En 1814 fue nombrado superior de todos los mercedarios de las Provincias Unidas del Río de la Plata.
En 1823, debido a la disolución de su orden en Buenos Aires por iniciativa del ministro Bernardino Rivadavia pasó al clero secular, siendo nombrado cura párroco de la parroquia de San José de Flores.
Falleció en Buenos Aires en diciembre de 1835. Sus restos descansan en el Cementerio de la Recoleta.